# Joanna Parisi
Joanna Parisi é uma soprano lírico-spinto de origem italo-americana. Ela cantou várias de Verdi, Puccini, dramática bel canto e funções verismo em palcos na Europa, Américas e Ásia. Ela também estrelou em grandes performances de destaque internacional no cinema e na televisão, como Tosca e Carmen. Em 2016, ela foi nomeada como "A Próxima Geração de Grandes Cantores de Ópera" por WQXR-FM.
Ela já se apresentou em alguns dos mais prestigiados teatros de todo o mundo, como o Carnegie Hall, o Central Park, em Nova Iorque, Teatro Antigo de Taormina, Teatro das Bellas Artes, o Teatro Amazonas, Centro Nacional de Artes Cênicas (China), e o teatro Solís.
Ela já cantou com estrelas da ópera, incluindo Cristina Gallardo-Domâs, Ramón Vargas, Plácido Domingo, Walter Fraccaro, George Petean e Elena Maximova.
Seu repertório de ópera inclui Isabel de Valois em Don Carlo, Leonora de Il trovatore, Lady Macbeth, Lucrezia Borgia, Abigaille em Nabucco, Floria Tosca, Manon Lescaut, Aida, Margherita/Elena em Mefistofele, Floria Tosca, Donna Anna em Don Giovanni, e Micaela em Carmen, assim como Senta na Der fliegende Holländer, Sieglinde em Die Valkyrie e Elisabeth em Tannhäuser.
Em 2012, ela representou os EUA e a Itália, na Operalia de Plácido Domingo, A Competição Mundial de Ópera em Pequim, China. a Sua discografia inclui Verdi Lieder com Capriccio Records em Viena, Áustria.
Em 2015, ela foi reconhecida pelo Prêmio WQXR Clássica de Rádio Excelência em Opera. Em 2016, o seu desempenho em Carmen de Bizet, filmado na Sicília, no Teatro Antigo de Taormina, foi destaque no Festival de Berlim.